# 毛庆顺
毛庆顺（1960年5月1日—），天津武清人，體育記者兼評述員，现任北京电视台体育中心副主任。1987年开始从事体育解说工作並於1988年加入中央電視台，1993年轉到北京有線電視台（現已与北京電視台合并）体育部任主持人和体育编辑，主要从事大型運動會（包括全运会、亚运会及奥运会）、NBA及保龄球等项目的解说評述工作。2004年开始担任北京电视台体育中心的副主任，主要負責賽事轉播。